# Mottalciata
Mottalciata är en ort och kommun i provinsen Biella i regionen Piemonte i Italien. Kommunen hade 1 354 invånare (2018).